# Charoiet
Het mineraal charoiet (eigenlijk: tsjaroiet, van het Russische чароит) is een gehydrateerd kalium-calcium-silicaat met de chemische formule (K,Na)5(Ca,Ba,Sr)8Si6O15Si6O16(OH,F)·H2O. Het behoort tot de inosilicaten.

## Eigenschappen
Het lichtbruine, lila of paarse charoiet heeft een glas- tot parelglans, een witte streepkleur en een goede splijting volgens onbekende kristalvlakken. De gemiddelde dichtheid is 2,56 en de hardheid is 5 tot 6. Het kristalstelsel is monoklien en de radioactiviteit van het mineraal is nauwelijks meetbaar. De gamma ray waarde volgens het American Petroleum Institute is 154,18.

## Naamgeving
De naam van het mineraal charoiet is afgeleid van de rivier Tsjara in Siberië.

## Voorkomen
Het mineraal charoiet komt voor in een syeniet-massief waar door contactmetamorfose van ongeveer 200 - 250 graden Celsius kalksteen is omgezet. De typelocatie is het Moeroengebergte, Tsjara-riviergebied, Aldan-schild, Zuidwest-Jakoetië. Charoiet komt hier voor samen met donkergroene aegiriennaalden, gele tenaksiet en groenwitte nefelien.